# Awtandil Dżorbenadze
Awtandil Dżorbenadze (gruz. ავთანდილ ჯორბენაძე; ur. 23 lutego 1951 w Czibati, zm. 17 maja 2024) – gruziński polityk, premier Gruzji od 21 grudnia 2001 do 27 listopada 2003 z ramienia Unii Obywatelskiej Gruzji.

## Edukacja
W 1974 ukończył studia lekarskie na Państwowym Uniwersytecie Medycznym w Tbilisi (gruz. თბილისის სახელმწიფო სამედიცინო უნივერსიტეტი). W 1991 uzyskał doktorat z higieny społecznej i zarządzania zdrowiem Podyplomowego Instytutu Lekarskiego w Moskwie.

## Praca zawodowa
Po ukończeniu studiów przebywał na praktykach w szpitalu oraz kilku klinikach w Tbilisi. W 1976 został powołany do wojska. Awansowany do rangi porucznika pracował jako lekarz wojskowy armii radzieckiej do 1978. Po zakończeniu służby wrócił do pracy cywilnej.

## Kariera polityczna
Karierę polityczną rozpoczął w 1992, kiedy został mianowany zastępcą ministra zdrowia. W 1993 opuścił to stanowisko. W październiku tegoż roku został ministrem zdrowia. 21 grudnia 2001 został premierem Gruzji. W czerwcu 2002 został przewodniczącym Unii Obywatelskiej Gruzji. 25 listopada 2003 podał się do dymisji, która dwa dni później została przyjęta, a 15 stycznia 2004 założył własną partię polityczną.

## Życie prywatne
Na początku lat 70. poślubił Nino Wepchwadze, z którą miał dwoje dzieci.